# Giulio di Schleswig-Holstein-Sonderburg-Glücksburg
Principe Giulio di Schleswig-Holstein-Sonderburg-Glücksburg (Gottorp, 14 ottobre 1824 – Itzehoe, 1º giugno 1903) era l'ottavo dei dieci figli di Federico Guglielmo di Schleswig-Holstein-Sonderburg-Glücksburg e della principessa Luisa Carolina d'Assia-Kassel.

## Biografia
Nel 1863 il principe Giulio fu mandato in Grecia con il giovane nipote Guglielmo di Danimarca da poco nominato Re degli Elleni, in veste di consigliere. Diciotto mesi dopo il re, tornato da una passeggiata, scoprì che, mentre era fuori, lo zio aveva invitato a Palazzo sette ministri legati al precedente e profondamente impopolare sovrano, Ottone I di Grecia, per discutere della rimozione del conte Sponneck, un altro dei consiglieri del Re. Indignato per quello che gli sembrava una congiura di palazzo, Giorgio I ordinò allo zio di lasciare la Grecia entro una settimana.
Giulio contrasse un matrimonio morganatico con Elisabeth von Ziegesar (1856-1887), figlia di Wolf von Ziegesar, il 2 luglio 1883. Dopo le nozze le ebbe il titolo di contessa von Roest.

## Titoli e trattamento
- 14 ottobre 1824 - 6 luglio 1825: Sua Altezza Serenissima il Principe Giulio di Schleswig-Holstein-Sonderburg-Beck
- 6 luglio 1825 - 1º giugno 1903: Sua Altezza Serenissima il Principe Giulio di Schleswig-Holstein-Sonderburg-Glücksburg

## Ascendenza
|                                                                |                            |                                       | Genitori                                               |  |  | Nonni |  |  | Bisnonni                                            |  |  | Trisnonni                                            |  |
|                                                                |                            |                                       |                                                        |  |  |       |  |  | Carlo Antonio di Schleswig-Holstein-Sonderburg-Beck |  |  | Pietro Augusto di Schleswig-Holstein-Sonderburg-Beck |  |
|                                                                |                            |                                       |                                                        |  |  |       |  |  | Carlo Antonio di Schleswig-Holstein-Sonderburg-Beck |  |  | Pietro Augusto di Schleswig-Holstein-Sonderburg-Beck |  |
|                                                                |                            | Sofia d'Assia-Philippsthal            |                                                        |  |  |       |  |  | Carlo Antonio di Schleswig-Holstein-Sonderburg-Beck |  |  |                                                      |  |
| Federico Carlo di Schleswig-Holstein-Sonderburg-Beck           |                            |                                       |                                                        |  |  |       |  |  | Carlo Antonio di Schleswig-Holstein-Sonderburg-Beck |  |  |                                                      |  |
|                                                                |                            | Carlotta di Dohna-Leistenau           | Alberto Cristoforo di Dona-Listenau                    |  |  |       |  |  |                                                     |  |  |                                                      |  |
|                                                                |                            | Carlotta di Dohna-Leistenau           | Alberto Cristoforo di Dona-Listenau                    |  |  |       |  |  |                                                     |  |  |                                                      |  |
|                                                                |                            | Carlotta di Dohna-Leistenau           | Sofia Enrichetta di Schleswig-Holstein-Sonderburg-Beck |  |  |       |  |  |                                                     |  |  |                                                      |  |
| Federico Guglielmo di Schleswig-Holstein-Sonderburg-Glücksburg |                            | Carlotta di Dohna-Leistenau           |                                                        |  |  |       |  |  |                                                     |  |  |                                                      |  |
|                                                                |                            | Carlo Leopoldo di Schlieben           | Giorgio Adamo III di Schlieben                         |  |  |       |  |  |                                                     |  |  |                                                      |  |
|                                                                |                            | Carlo Leopoldo di Schlieben           | Giorgio Adamo III di Schlieben                         |  |  |       |  |  |                                                     |  |  |                                                      |  |
|                                                                |                            | Carlo Leopoldo di Schlieben           | Caterina Dorotea Finck von Finckenstein-Schönberg      |  |  |       |  |  |                                                     |  |  |                                                      |  |
| Federica di Schlieben                                          |                            | Carlo Leopoldo di Schlieben           |                                                        |  |  |       |  |  |                                                     |  |  |                                                      |  |
|                                                                |                            | Maria Eleonora di Lehndorff           | Ernesto Ahasver di Lehndorf                            |  |  |       |  |  |                                                     |  |  |                                                      |  |
|                                                                |                            | Maria Eleonora di Lehndorff           | Ernesto Ahasver di Lehndorf                            |  |  |       |  |  |                                                     |  |  |                                                      |  |
|                                                                |                            | Maria Eleonora di Lehndorff           | Maria Luisa di Wallenrodt                              |  |  |       |  |  |                                                     |  |  |                                                      |  |
| Principe Giulio di Schleswig-Holstein-Sonderburg-Glücksburg    |                            | Maria Eleonora di Lehndorff           |                                                        |  |  |       |  |  |                                                     |  |  |                                                      |  |
|                                                                | Federico II d'Assia-Kassel | Guglielmo VIII d'Assia-Kassel         |                                                        |  |  |       |  |  |                                                     |  |  |                                                      |  |
|                                                                | Federico II d'Assia-Kassel | Guglielmo VIII d'Assia-Kassel         |                                                        |  |  |       |  |  |                                                     |  |  |                                                      |  |
|                                                                | Federico II d'Assia-Kassel | Dorotea Guglielmina di Sassonia-Zeitz |                                                        |  |  |       |  |  |                                                     |  |  |                                                      |  |
| Carlo d'Assia-Kassel                                           | Federico II d'Assia-Kassel |                                       |                                                        |  |  |       |  |  |                                                     |  |  |                                                      |  |
|                                                                |                            | Maria di Hannover (1723-1772)         | Giorgio II di Gran Bretagna                            |  |  |       |  |  |                                                     |  |  |                                                      |  |
|                                                                |                            | Maria di Hannover (1723-1772)         | Giorgio II di Gran Bretagna                            |  |  |       |  |  |                                                     |  |  |                                                      |  |
|                                                                |                            | Maria di Hannover (1723-1772)         | Carolina di Brandeburgo-Ansbach                        |  |  |       |  |  |                                                     |  |  |                                                      |  |
| Luisa Carolina d'Assia-Kassel                                  |                            | Maria di Hannover (1723-1772)         |                                                        |  |  |       |  |  |                                                     |  |  |                                                      |  |
|                                                                |                            | Federico V di Danimarca               | Cristiano VI di Danimarca                              |  |  |       |  |  |                                                     |  |  |                                                      |  |
|                                                                |                            | Federico V di Danimarca               | Cristiano VI di Danimarca                              |  |  |       |  |  |                                                     |  |  |                                                      |  |
|                                                                |                            | Federico V di Danimarca               | Sofia Maddalena di Brandeburgo-Kulmbach                |  |  |       |  |  |                                                     |  |  |                                                      |  |
| Luisa di Danimarca                                             |                            | Federico V di Danimarca               |                                                        |  |  |       |  |  |                                                     |  |  |                                                      |  |
|                                                                |                            | Luisa di Hannover                     | Giorgio II di Gran Bretagna                            |  |  |       |  |  |                                                     |  |  |                                                      |  |
|                                                                |                            | Luisa di Hannover                     | Giorgio II di Gran Bretagna                            |  |  |       |  |  |                                                     |  |  |                                                      |  |
|                                                                |                            | Luisa di Hannover                     | Carolina di Brandeburgo-Ansbach                        |  |  |       |  |  |                                                     |  |  |                                                      |  |
|                                                                |                            | Luisa di Hannover                     |                                                        |  |  |       |  |  |                                                     |  |  |                                                      |  |